# Paonias macrops
Paonias macrops là một loài bướm đêm thuộc họ Sphingidae. Loài này có ở México.